# Freddy Beras-Goico
Freddy Rinaldo Antonio Beras-Goico (El Seibo, 21 de noviembre de 1940 - Nueva York, 18 de noviembre de 2010), más conocido como Freddy Beras-Goico, fue un presentador de televisión, productor, humorista, filántropo y activista dominicano. Reconocido en los medios de comunicación de la República Dominicana por sus grandes contribuciones al humor dominicano por casi 50 años.
Beras-Goico fue creador de varios programas de televisión que se convirtieron en instituciones televisivas, siendo "El Gordo de la Semana" (1973-2003) su buque insignia. Fue una de las personalidades más influyentes de la sociedad dominicana, denunciando los males sociales de su país y desarrollando su filantropía a través de ayudas a personas necesitadas.

## Primeros años
Beras-Goico nació en el distrito municipal Santa Lucía, El Seibo, hijo de Angiolina Victoria Goico Morel y Máximo Ramón Beras Rojas. Tuvo cuatro hermanos, de los cuales se destacaron Octavio Augusto "Tutín" como locutor de radio y Máximo  como psiquiatra. En 1956 se graduó de bachiller en Filosofía y Letras en San Pedro de Macorís. Poco después su familia se asentó en Barranquilla, Colombia, por sus diferencias con el régimen dictatorial de Rafael Leónidas Trujillo. Allí pasaron varios años hasta el retorno a su tierra, después del asesinato de Trujillo.
A su regreso, quedó marcado por los tiempos tumultuosos vividos en la República Dominicana después de la dictadura. Su apoyo a los ideales del líder militar Francisco Alberto Caamaño durante la Revolución de Abril le costó el presidio y la tortura [cita requerida]en varias ocasiones. 
Estudió Derecho en la Universidad Autónoma de Santo Domingo y más adelante, completó una licenciatura en Derecho Internacional.

## Carrera
Sus inicios fueron en el teatro. Desde 1959, Freddy trabajó como camarógrafo en el recién inaugurado canal de televisión Rahintel. Un día el presentador del programa Sufra las consecuencias que se transmitía por este canal faltó para cumplir con otros compromisos y fue sustituido de manera casual por Beras-Goico. A partir de ese entonces su carrera fue en ascenso,  mostrando su talento tanto en radio, televisión y teatro.

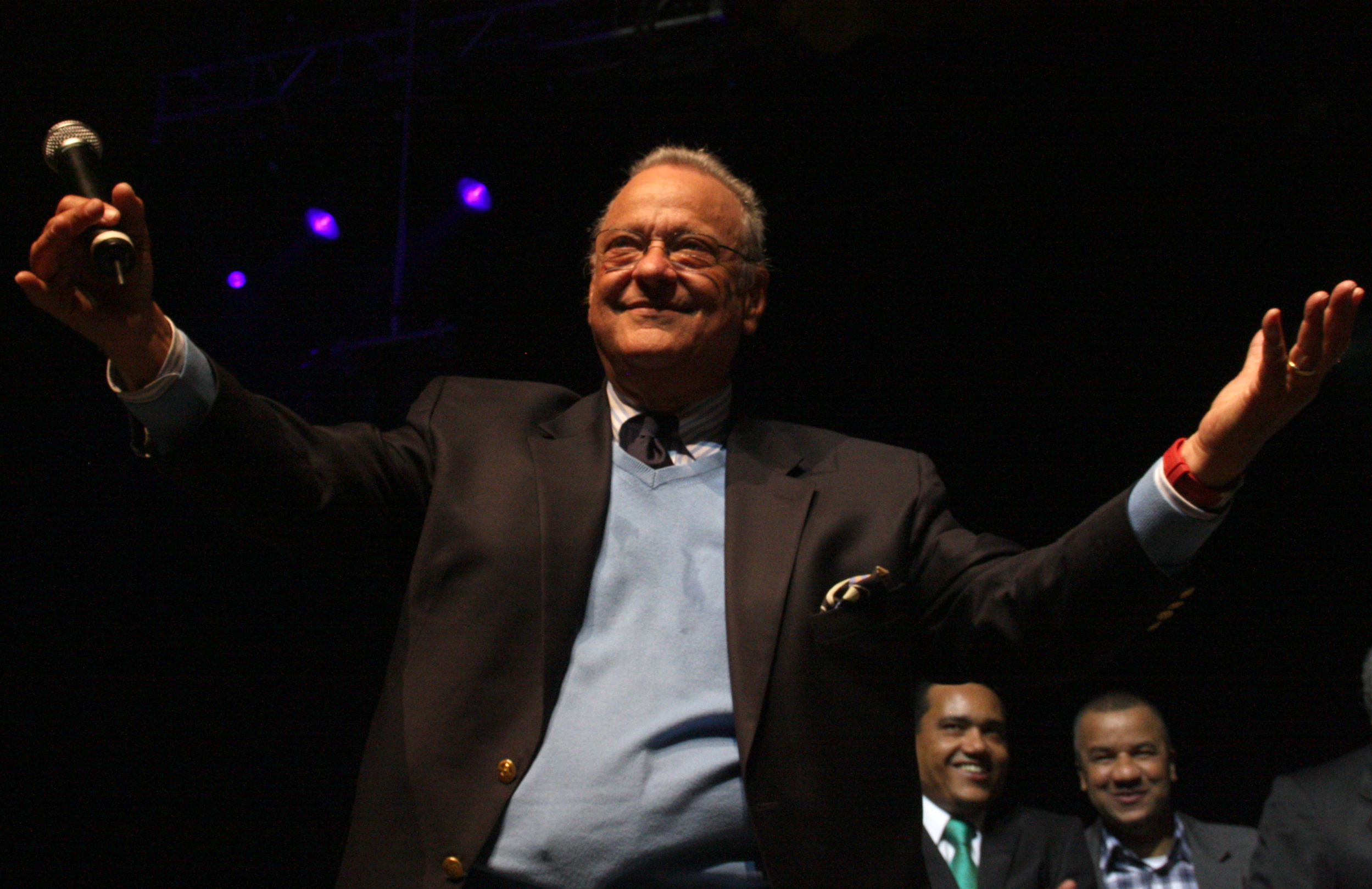
Beras-Goico en un evento en Nueva York, febrero de 2010.

En esa misma década, creó Cosas de Freddy, un programa de sátiras políticas en los que se imitaba a los personajes de aquella época. En 1963, entró a formar parte del programa La hora del moro junto a Rafael Solano. También produjo varios programas radiales de humor y se presentó en centros nocturnos haciendo presentaciones humorísticas. 
En esos años, conoció a Milton Peláez, Cuquín Victoria y Felipe Polanco, tres comediantes que junto a él conformaron una escuela en el humor dominicano. Con este grupo, realizó un programa de parodias llamado En la prensa y luego incursionó en la radio con el programa de humor El show de noticias, que se transmitía por Radio Cristal. Más adelante, inició un programa junto a Cecilia García y Cuquín Victoria llamado Tres por tres. 
También por esa época, Freddy produjo un programa de variedades llamado Alta Tensión y luego conoció a Yaqui Núñez del Risco, quien se convertiría en su otra mitad laboral durante varios años. Con el condujo los programas Nosotros a las 8 y el tiempo después De Noche. A principios de la década de 1980, Freddy entró a formar parte  de El Show del Mediodía como presentador. También, dentro de ese programa comenzó a hacer apariciones a modo de  sketches, junto a un grupo de comediantes que luego sería considerado una leyenda del humor en el país, tales como Cuquín Victoria, Milton Peláez, Roberto Salcedo, Cecilia García y Felipe Polanco "Boruga" entre otros.
El 26 de agosto de 1973, conjuntamente con su labor en El Show del Mediodía, Freddy decidió formar su propio proyecto televisivo El Gordo de la Semana, nombre aportado por Yaqui Núñez del Risco. El elenco de producción estuvo compuesto por: Mariano Rodríguez, Carlos Bass, Augusto Guerrero, Hugo Beras Goico, Licena Bass, Ángel Garden y Francisco Mota Gil. Transmitido en su primera edición por Radio Televisión Dominicana (RTVD), posteriormente pasó por varios canales de televisión, teniendo su mayor esplendor en Color Visión. El programa duró hasta el 26 de enero de 2003 y está considerado como una institución de la televisión dominicana de todos los tiempos.

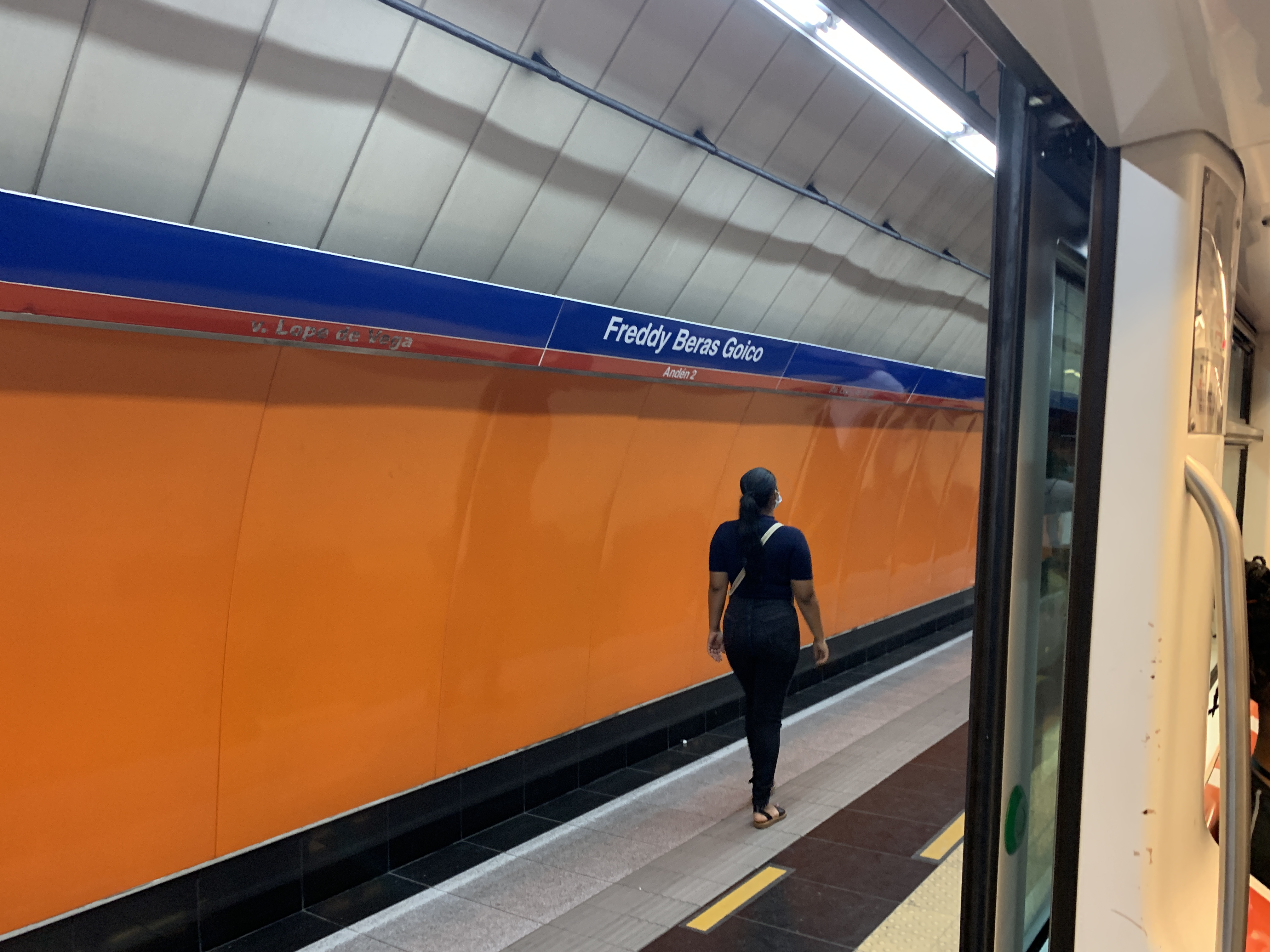
Estación 'Freddy Beras Goico' del Metro de Santo Domingo, en honor a su trayectoria.

En 1987, Beras-Goico sacó al aire un programa nocturno para una audiencia un poco más adulta llamado Punto Final, al cual se incorporaron otras personalidades de la televisión dominicana, como Socorro Castellanos, Jatnna Tavarez, Nani Peña, Kenny Grullón, Carlos Almánzar, Tania Báez y su sobrina Ivonne Beras, entre otros. El programa cesó su transmisión a finales de la década de 1990. En 1999, trasladó su programa El Gordo de la Semana a Supercanal, donde también condujo el programa Todos juntos. 
A principios del 2000, Freddy emprendió otro proyecto, Con Freddy y Milagros, junto a Milagros Germán "La Diva". Estos se separaron años más tarde, lo que motivó el surgimiento del programa Con Freddy y Punto, último proyecto televisivo de Beras-Goico donde compartió con un elenco de presentadores y comediantes tales como: Felipe Polanco, Carlos Almánzar, Luisín Jiménez, Cuquín Victoria y Pamela Sued. En 2004, se integró al programa radial Botando el golpe donde estuvo por un breve periodo. También tuvo algunas apariciones en el programa radial La paradita de las 12 entre 2005 y 2007.

### Otras ocupaciones

#### Actor
Beras-Goico actuó, a lo largo de su carrera, en varios comerciales de las marcas más reconocidas de su país.
También se dedicó parcialmente a la actuación, básicamente en teatro. Su papel más relevante fue en 2005 con el musical Victor Victoria junto a Cecilia García, el cual le mereció un premio Casandra al mejor actor en 2006. 
En 2005 participó junto a Zoe Saldaña y Anthony Álvarez en la película dominicana La maldición del padre Cardona.

##### Caracterizaciones

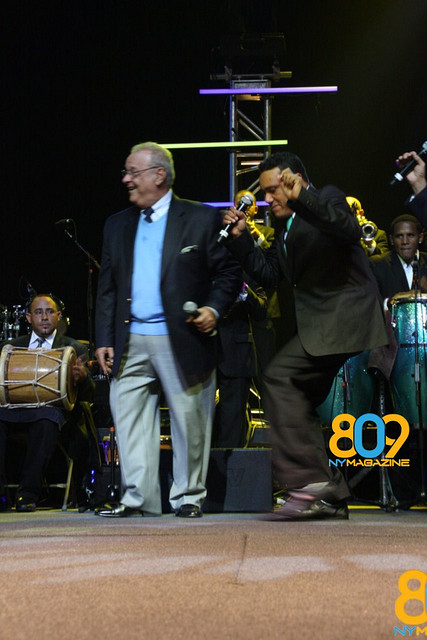
Freddy junto a Miguel Céspedes en 2010

Como comediante, Freddy caracterizó alrededor de 120 personajes populares, la mayoría de ellos con un trasfondo sociopolítico. Entre ellos se destacan:
y muchos otros
- Cheo Motoneta
- Conductor del programa Línea Abierta
- Cura del confesionario
- Doña Pulcra
- Doña República
- El meteorólogo
- El mudo
- El vecino de Vicente El Imprudente
- Facundo Cabral
- Fiscal del Ministerio Público
- Francisco Orlando
- Gustavo
- La Rezadora
- La vieja sorda
- Melecio Morrobel
- Napoleón
- Profesor de La Escuelota
- Representante del Ministerio Público
- Tato
- Cristóbal Colón
- El Loco de Popito
- Persio
- El Bebe
- El que anuncia los titulares (junto a Cuquin Victoria)
- El dueño de la funenaria
- Niosotti
- Porfirio Agramonte
- Espitelio raso encargado
- El limpiabotas

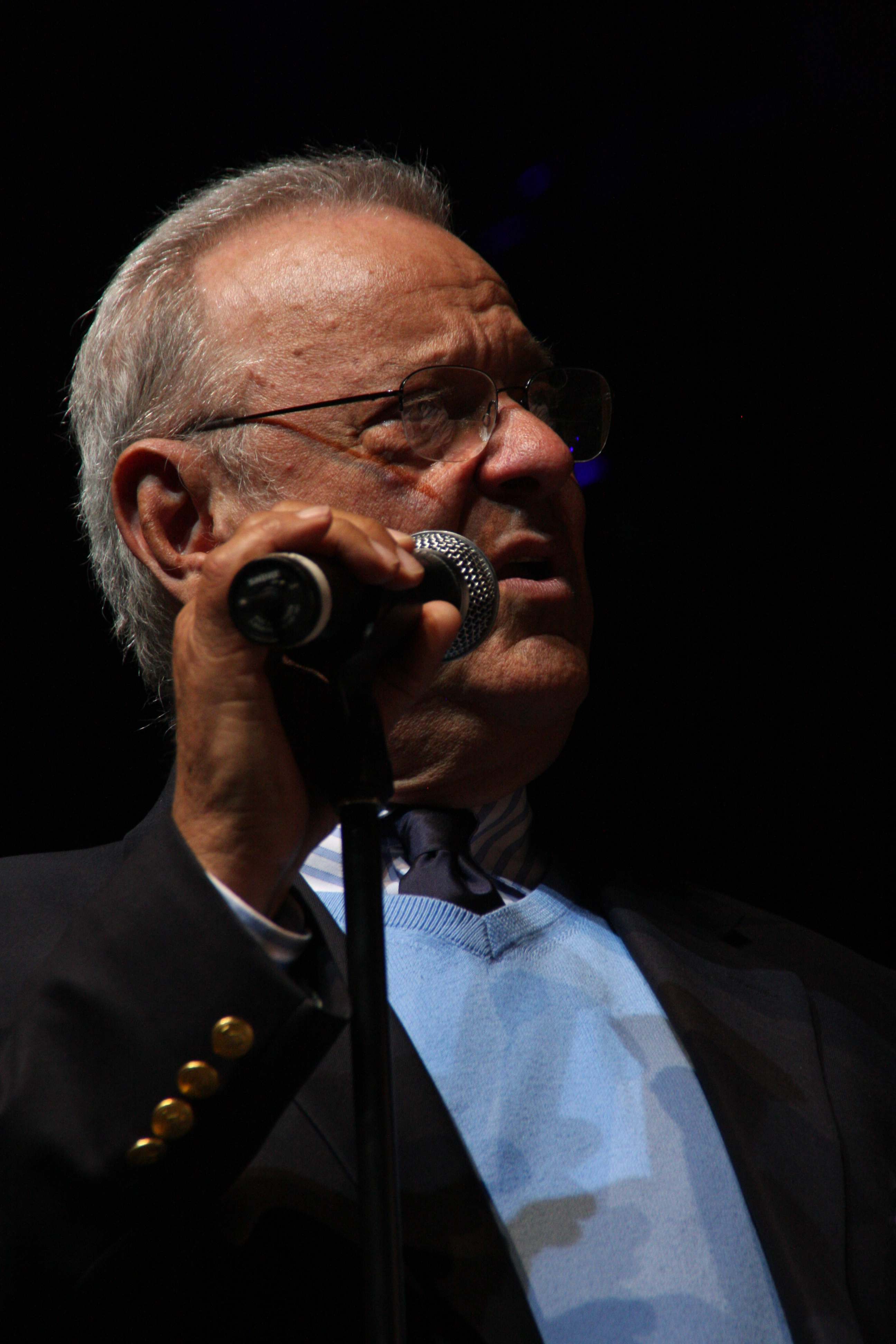
Freddy Beras a principios de 2010

Nota:esta lista está incompleta, puedes ayudar a Wikipedia expandiéndola.

#### Composiciones y parodias
Entre los años 70 y 80, Freddy grabó varias parodias junto a sus amigos comediantes de la época. Las más recordadas son: "Margarita" (también conocida como "Ven acá"), junto a Felipe Polanco "Boruga". Este tema, lanzado a finales de 1979, es considerado el primer rap dominicano - y el primer rap grabado y difundido en español - en forma de parodia con influencia de la canción Rapper's Delight, del grupo de hip hop estadounidense The Sugarhill Gang. La mayoría de las canciones tenían cierto sentido social, entre ellas "El barrio", "Es Verdad", "José", entre otras.
Freddy también compuso la canción "El Carbonero" , que fue grabada por Johnny Ventura y su Combo Show.

#### Escritor
Otra de las facetas de Freddy fue la de escritor. Entre sus primeros libros se encuentran: "El Libro de las Excusas con su Ñapa", "Lo Mejor de la Mulatona" y la novela "Juan de los Palotes".
En abril de 2008, lanzó "Parte De Mi Vida", un libro autobiográfico , y en 2010 "La Columna de Freddy" sobre temas de índole social.

## Vida personal
Beras-Goico se casó dos veces, la primera con la cantante Luchy Vicioso durante los años 70, con quien tuvo 2 hijos, Freddyn y Ernesto. La pareja se separó a finales de esa década. En 1979, se unió a Pilar Mejía, con quien tuvo 2 hijos, Laura Marie y Giancarlo. La pareja contrajo matrimonio por la iglesia en diciembre de 2008. Anteriormente, Beras-Goico también tuvo una hija llamada Dayanara con la señora Patria Altagracia Santos.
Varios miembros de la familia de Freddy se han destacado en la vida pública de su país. Su tío, Octavio Antonio Beras Rojas, fue cardenal de Santo Domingo; su hermano Máximo Beras-Goico (fallecido en 1998), fue un psiquiatra que además que lideró su propio programa de televisión llamado "El psiquiatra en su hogar" y su  hermano Tutín Beras-Goico (fallecido en 2008), fue locutor de radio en la estación radio HIN. También merecen mención su prima Charytín, su sobrina Ivonne Beras. Sus hijos Freddyn, Ernesto y Giancarlo han participado en sus programas, tanto como presentadores como productores. El primero de ellos, hizo el papel de profesor en "La Escuelota" después de su muerte.
Beras-Goico fue bien conocido por su trabajo filantrópico, especialmente por la ayuda médica provista a dominicanos pobres a través de la "Fundación Gordo de la Semana", que dirigía junto a su esposa Pilar. También junto al doctor Luis Cuello Mainardi en la Fundación Corazones Unidos, y junto Mery Pérez de Marranzini en la Asociación Dominicana de Rehabilitación. Además participó en varias campañas en contra de la diabetes y el cáncer.
Le otorgaron dos doctorados honoris causa. Fue miembro de la junta de directores de la Universidad APEC, miembro honorífico de la Asociación para la Educación creada por el empresariado dominicano, habiendo sido reelecto desde octubre de 1991. Fue miembro del Consejo Nacional de Drogas, miembro activo de la Dirección Nacional de Control de Drogas, así como miembro de la Junta de Reforma de la Policía Nacional Dominicana, miembro del Patronato del Hospital General de la Policía Nacional Dominicana, miembro fundador de "Aprenda", fundación para la lucha contra las drogas en las empresas y miembro fundador de la Fundación Ecológica Punta Cana.
En sus tiempos libres se dedicaba a escuchar música clásica, a la lectura y a jugar golf. Escribía poemas, los cuales recitaba con regularidad, Además le gustaba fumar puros.

## Enfermedad y muerte
Freddy, quien además sufría de diabetes, desde finales de 2006 comenzó a bajar notablemente de peso, lo que llamó mucho a la atención. En los últimos meses, comenzó a presentar síntomas de molestias en la piel y retencion en la bilis. En enero del 2007, fue intervenido para extirparle un pequeño tumor canceroso ubicado en el páncreas en el Mass Hospital de la ciudad de Boston.
En 2007, fue diagnosticado de cáncer en el colédoco, que le afectó 4 ganglios, y más tarde, en 2008 pasaría al páncreas. Desde entonces, Freddy comenzó una lucha incesante pasando gran parte del tiempo yendo y viniendo desde Santo Domingo y hacia el Massachusetts General Hospital en Boston, Estados Unidos, donde se sometía a tratamientos de quimioterapia y radioterapia. Sin embargo, en mayo de 2009 fue declarado libre de la enfermedad aunque fue por poco tiempo.
En noviembre de 2009 sufrió una amebiasis que lo mantuvo fuera de la vida pública por un tiempo, lo que creó varias especulaciones sobre su salud. A principios de octubre de 2010 fue intervenido quirúrgicamente en el Mount Sinai Hospital de Nueva York, sin embargo dias después se integró nuevamente a su programa "Con Freddy y Punto".
El 2 de noviembre de 2010 fue llevado de urgencia al Centro de Diagnóstico, Medicina Avanzada y Telemedicina (CEDIMAT) debido a una hipoglucemia acompañada de dolores estomacales. Dos días más tarde, el 4 del mismo mes fue trasladado a la Unidad de Cuidados Intensivos del Mount Sinai Hospital en Nueva York, donde falleció el 18 del mismo mes a las 4 de la madrugada. Beras-Goico fue enterrado en el cementerio Puerta del Cielo el 21 de noviembre de 2010, fecha en la que hubiera cumplido 70 años.
Los últimos años de su vida los vivió en Punta Cana, La Altagracia junto a su familia.

### Legado
Durante la mayoría de los sketches o comedias, Beras-Goico raramente podía aguantar su risa, haciendo los actos más agradables. A veces, la risa de Beras-Goico podía resultar contagiosa, de este modo pronto el elenco completo comienza a sucumbir en sus intentos de controlar su propia risa. Muchas veces, Beras-Goico reía hasta llorar.
Beras-Goico nunca se apartó de los escenarios y después de enfermarse se mantenía haciendo reír al público, realizando presentaciones junto a Cuquín Victoria, Felipe Polanco "Boruga)", Luisito Martí y Jochy Santos. Algunos de sus espectáculos más reciente fueron: "Amor con humor se paga", "Dios me ha hecho reír" y "Humor viejo no se olvida".
Beras-Goico sentía un gran pesar por los males que afectaban su país, convirtiéndose en uno de los críticos más fervientes de los gobiernos de turno. Algunas veces pasaba de momentos de mucha hostilidad o tristeza a lo cómico con gran facilidad.
Además era un hombre polifacético, destacándose en varios ámbitos de la vida artística. En República Dominicana lo consideran el padre de la televisión, y padrino artístico de muchas personalidades de hoy en día.

## Premios y reconocimientos
- Ganador en varias ocasiones en los Premios Soberano, ganando el Gran Soberano en 1986.

- En 1990, fue premiado con el Micrófono de Oro por el Círculo de Locutores Dominicanos como Mejor Animador.

- En agosto de 1993, fue condecorado con la Orden de Duarte, Sánchez y Mella en el grado de Comendador

- En 1994, es condecorado por el gobierno de Colombia con la Orden de San Carlos.

- En 2006 ganó en la categoría Mejor Actor, por su actuación en el musical Victor Victoria.

- En 2007, fue declarado Hijo Ilustre de la ciudad de Santo Domingo por el Ayuntamiento del Distrito Nacional y le entregaron una réplica del Escudo Heráldico.

- En 2008, el alcalde de Union City, Nueva Jersey, Brian P. Stack, le entregó las llaves de dicha ciudad. Es seleccionado como "Hombre del año" por Omnimedia, editora del periódico Diario Libre. La Secretaría de Estado de Cultura le otorgó el galardón de Gloria Nacional del Arte y la Comunicación Cultural.

- En 2009, fue condecorado con la Orden al Mérito de Duarte, Sánchez y Mella en el grado de Oficial.

- En 2012, se le coloca su nombre a una estación de la Línea 2 del Metro de Santo Domingo.

- En 2016, se le coloca su nombre a la esquina de la calle 175 y avenida Broadway en Manhattan New York.